# Unbroken (album)
Unbroken is het derde studioalbum van Demi Lovato. Het werd uitgebracht op 20 september 2011 door het platenlabel Hollywood Records.

## Tracklist
| Nr. | Titel                                           | Schrijver(s) | Duur |
| --- | ----------------------------------------------- | --- | ---- |
| 1.  | All Night Long (met Missy Elliott en Timbaland) | Timothy Mosley, Jim Beanz, Jerome "Jroc" Harmon, Elliott, Lyrica Anderson, Nire, Garland Mosley, Demi Lovato, J. Angel | 3:14 |
| 2.  | Who's That Boy (met Dev)                        | Ryan Tedder, Noel Zancanella, Devin Tailes                                                                             | 3:12 |
| 3.  | You're My Only Shorty (met Iyaz)                | Antonina Armato, Tim James                                                                                             | 3:06 |
| 4.  | Together (met Jason Derülo)                     | T. Mosley, Beanz, Anderson, Tiyon Mack, Lovato, G. Mosley                                                              | 4:33 |
| 5.  | Lightweight                                     | T. Mosley, Beanz, G. Mosley, Shanna Crooks, Frankie Storm                                                              | 4:01 |
| 6.  | Unbroken                                        | Daniel James, Leah Haywood, Lovato                                                                                     | 3:18 |
| 7.  | Fix a heart                                     | Emanuel Kiriakou, Priscilla Renea                                                                                      | 3:13 |
| 8.  | Hold up                                         | James, Haywood, Lovato, Ross Golan                                                                                     | 2:50 |
| 9.  | Mistake                                         | James, Haywood, Shelly Peiken                                                                                          | 3:33 |
| 10. | Give your heart a break                         | Josh Alexander, Billy Steinberg                                                                                        | 2:25 |
| 11. | Skyscraper                                      | Toby Gad, Lindy Robbins, Kerli Koiv                                                                                    | 3:42 |
| 12. | In real life                                    | Bleu, Lindsey Ray | 2:57 |
| 13. | My love is like a star                          | Gad, James Morrison | 3:50 |
| 14. | For the love of a daughter                      | William Beckett, Lovato                                                                                                | 4:00 |
| 15. | Skyscraper (Wizz Dumb remix)                    | Gad, Robbins, Koiv | 3:42 |